# Gagrella borneoensis
Gagrella borneoensis is een hooiwagen uit de familie Sclerosomatidae.